# The Settlers
The Settlers (tyska: Die Siedler) är en serie datorspel utvecklad av det tyska datorspelsföretaget Blue Byte Software. Den första delen släpptes 1993 och den senaste delen, del sju, The Settlers 7: Paths to a Kingdom, släpptes i mars 2010.

## Spelen
The Settlers (1993)Den första delen i Settlersserien släpptes till Amiga 1993 och PC/DOS 1994. Det släpptes i USA med titeln Serf City och "Life is Feudal" som tagline. Spelet var designat för en eller två spelare samt ett antal datormotståndare, dock högst fyra samtidiga spelare. Vid spel med två samtidiga mänskliga spelare delades skärmen av på mitten och man styrde över varsin skärmhalva antingen tillsammans mot datormotståndare, eller i en alla-mot-alla variant.
The Settlers II: Veni, Vidi, Vici (1996)Släpptes till PC/DOS 1996 samt Macintosh 1997. En av de tydliga skillnaderna mot föregångaren var att spelaren nu kunde välja mellan fyra olika nationaliteter samt möjligheten att färdas över vatten med hjälp av båtar. Till Settlers II kom 1997 tilläggsskivan The Settlers II Mission CD, som innehöll flera nya banor samt gav möjligheten att spela med skärmupplösningen 1024x768. Samtidigt släpptes även The Settlers II Gold Edition som var en utgåva av spelet samt tilläggsskivan i ett.
The Settlers III (1998)Var det första spelet i serien som släpptes för PC/Microsoft Windows. Det kom 1998. Det skilde sig från de två första spelen genom att vägarna var borttagna så att spelfigurerna kunde röra sig obehindrat i spelvärlden. Nu fanns även möjligheten att spela över nätverk mot andra människor. Settlers III var också känt för sitt lite speciella kopieringsskydd. Hade man en piratkopierad version av spelet tillverkade järnsmältaren endast grisar istället för järntackor.
- The Settlers III Mission CD
- The Settlers III: Quest of the Amazons

The Settlers IV (2001)Släpptes till PC/Microsoft Windows 2001.
- The Settlers IV Mission CD
- The Settlers IV: The Trojans and the Elixir of Power

The Settlers V: Heritage of Kings (2004)Släpptes till PC/Microsoft Windows 2004.
The Settlers 2: 10th Anniversary (2006)Är en remake av Settlers 2, med en helt ny 3D-motor, för att fira spelets 10-årsjubileum. Släpptes 2006-09-22. PC/Microsoft Windows.
The Settlers VI: Rise of an Empire (2007)Släpptes 28 september 2007 till Windows XP/Windows Vista.
The Settlers 7: Paths to a Kingdom (2010)Släpptes 25 mars 2010 till Windows XP/Windows Vista/Windows 7 och Mac OS X.